# Papillacarus angulatus
Papillacarus angulatus är en kvalsterart som beskrevs av Wallwork 1962. Papillacarus angulatus ingår i släktet Papillacarus och familjen Lohmanniidae. Inga underarter finns listade i Catalogue of Life.